# Gare de Chagny
La gare de Chagny est une gare ferroviaire française de la ligne de Paris-Lyon à Marseille-Saint-Charles, située sur le territoire de la commune de Chagny, dans le département de Saône-et-Loire, en région Bourgogne-Franche-Comté.
C'est une gare de la Société nationale des chemins de fer français (SNCF), desservie par des trains du réseau TER Bourgogne-Franche-Comté.

## Situation ferroviaire
Gare de bifurcation, elle est située au point kilométrique (PK) 366,206 de la ligne de Paris-Lyon à Marseille-Saint-Charles, et au PK 162,425 de la ligne de Nevers à Chagny. Elle est également l'origine de la ligne de Chagny à Dole-Ville, partiellement déclassée. Son altitude est de 215 m.

## Histoire
La « station de Chagny » est mise en service le 1er septembre 1849 par la Compagnie du chemin de fer de Paris à Lyon (PL), lorsqu'elle ouvre à l'exploitation la section de Dijon à Chalon (Saint-Côme), de sa ligne de Paris à Lyon.
Elle devient une gare de bifurcation le 21 septembre 1861 lors de la mise en service par le PLM de la première section de Montchanin à Chagny de sa « ligne de Chagny à Nevers » et de la première section de Montceau-les-Mines à Chagny de sa « ligne de Chagny à Moulins ».
Le 12 juillet 1887, elle devient l'origine de la ligne de Chagny à Dole-Ville lors de la mise en service de la section de Chagny à Allerey-sur-Saône (fermée le 20 mars 1978).
Gare intermédiaire, elle comporte un bâtiment voyageurs dû à l'architecte de la Compagnie PL Alexis Cendrier.

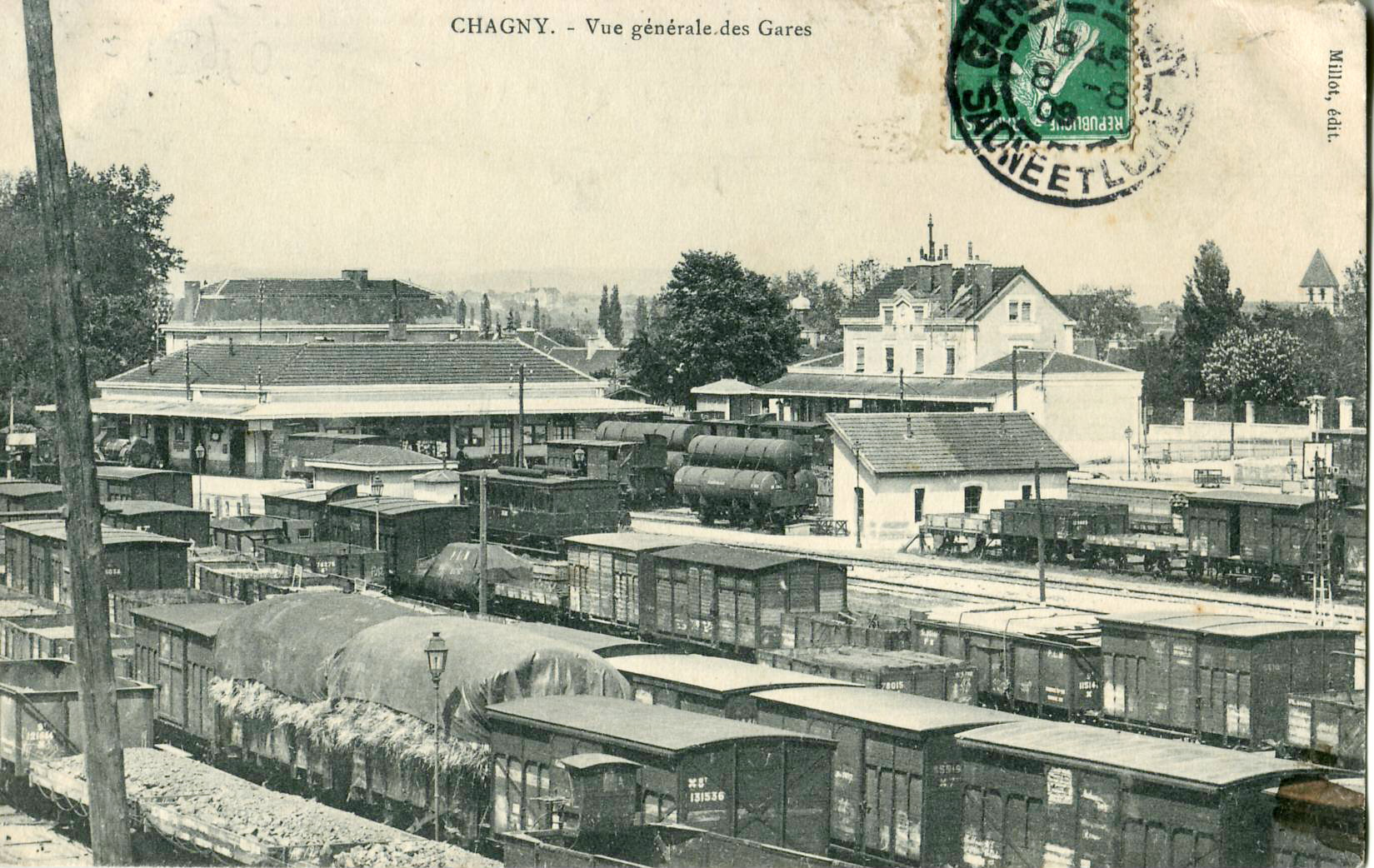
La gare dans les années 1900.
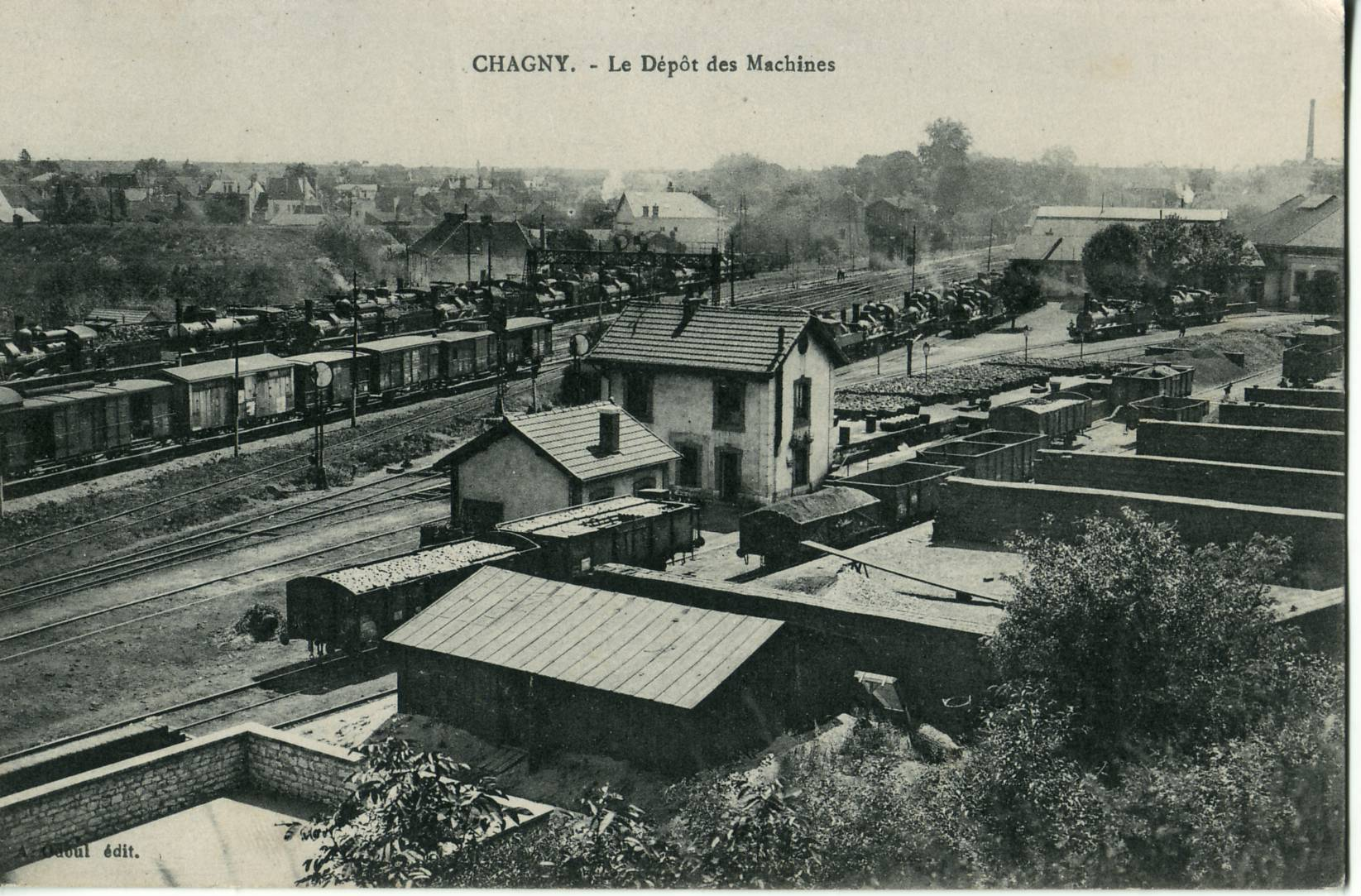
À cette époque, la gare était dotée d'un dépôt de locomotives à vapeur.

## Fréquentation
De 2015 à 2020, selon les estimations de la SNCF, la fréquentation annuelle de la gare s'élève aux nombres indiqués dans le tableau ci-dessous.
| Année                      | 2015    | 2016    | 2017    | 2018    | 2019    | 2020    |
| -------------------------- | ------- | ------- | ------- | ------- | ------- | ------- |
| Voyageurs                  | 371 474 | 351 985 | 369 020 | 314 142 | 325 664 | 295 045 |
| Voyageurs et non voyageurs | 464 343 | 439 981 | 461 275 | 392 678 | 407 081 | 368 806 |

## Service des voyageurs

### Accueil
La gare dispose d'un bâtiment voyageurs, avec guichet, ouvert tous les jours. Elle est notamment équipée d'automates TER Bourgogne pour l'achat de titres de transport régionaux, et d'une salle d'attente.

### Desserte
Chagny est desservie par des trains du réseau TER Bourgogne-Franche-Comté, qui effectuent des missions sur les relations entre Paris-Bercy ou Dijon-Ville et Lyon-Part-Dieu, entre Dijon-Ville et Chalon-sur-Saône ou Mâcon-Ville, ainsi qu'entre Montchanin et Chalon-sur-Saône.

### Intermodalité
Un parc à vélos y est aménagé. Une gare routière permet des correspondances avec les cars TER Bourgogne-Franche-Comté, des lignes de Chagny à Chalon-sur-Saône, et de Chagny à Autun.